# Ичнянский городской совет
Ичнянский городской совет (укр. Ічнянська міська рада) — входит в состав
Ичнянского района
Черниговской области
Украины.
Административный центр городского совета находится в 
г. Ичня.

## Населённые пункты совета
- г. Ичня
- с. Августовка
- с. Безводовка
- пгт Дружба